# Вітенко Василь Іванович
Васи́ль Іва́нович Віте́нко (18 липня 1960, м. Теребовля, Тернопільська область, Україна — 30 січня 2024, м. Тернопіль) — бібліотекар-бібліограф, громадський та культурний діяч, директор Тернопільської обласної універсальної наукової бібліотеки. Син Івана Онисимовича Вітенка.

## Біографія
У 1978 році закінчив Теребовлянське культурно-освітнє училище, продовжив навчання на бібліотечному факультеті Харківського інституту культури, який закінчив у 1982 році.
Працював методистом Теребовлянської центральної районної бібліотеки (1982), заступником директора Тернопільської обласної бібліотеки для дітей (1987). Від 1993 р. — директор Тернопільської обласної універсальної наукової бібліотеки. Одночасно від 2002 р. — викладач Національної академії керівних кадрів культури і мистецтв.
Одним із перших в Україні започаткував автоматизацію бібліотечних процесів та формування бази даних бібліотечного каталогу (1993); створення сайту Тернопільської обласної універсальної наукової бібліотеки (2001), регіонального інформаційного порталу «Тернопільщина» (2004), інформаційного ресурсного центру «Вікно в Америку» (2005—2019; у співпраці з Відділом преси, освіти та культури Посольства США в Україні, Зведеного каталогу публічних бібліотек Тернопільської області (2017—).
Започаткував електронну бібліотеку краєзнавчих видань Тернопільської області (2004), електронну доставку документів для бібліотек області (2005). Організатор видання понад 100 збірників науково-методичних, бібліографічних, оглядово-аналітичних матеріалів.
Автор понад 60 статей у наукових збірниках, професійних журналах, періодичних виданнях. Учасник освітянських програм та стажувань (Італія, Німеччина, РФ, США). Започаткував серію бібліографічних покажчиків «Культура Тернопільщини» (2006), «Родом з України» (2007), присвячених життю та діяльності Ш.-Й. Агнона, І. Ґерети, І. Огієнка, Ю. Словацького, Р. Шухевича та ін.

## Громадська діяльність та відзнаки
Член президії Всеукраїнської громадської організації «Українська бібліотечна асоціація» (1995—2009), засновник та голова Тернопільського обласного відділення ВГО УБА [Архівовано 5 березня 2018 у Wayback Machine.] (2006). Почесна відзнака Української Бібліотечної Асоціації «За відданість бібліотечній справі» [Архівовано 6 березня 2018 у Wayback Machine.] (2003). Заслужений працівник культури України (2012).

## Основні публікації
- Вітенко, В. І. Тернопільська обласна універсальна наукова бібліотека [Електронний ресурс] / В. І. Вітенко // Українська бібліотечна енциклопедія / Національна бібліотека України імені Ярослава Мудрого. — Електрон. текст. і граф. дані. — [Київ], cop. 2017. — Режим доступу: http://ube.nplu.org/article/Тернопільська обласна універсальна наукова бібліотека, вільний. (дата звернення: 09.02.2017). — Назва з екрана. — Мова укр.
- Вітенко, В. Тернопільській обласній універсальній науковій бібліотеці — 75 [Текст] / В. Вітенко // Бібліотечна планета. — 2014. — № 4. — С. 29—31. — (Ювілеї та ювіляри). — Режим доступу: http://library.te.ua/wp-content/uploads/2011/10/pubdir18.pdf [Архівовано 28 жовтня 2019 у Wayback Machine.], вільний. — Дата ост. звернення: 28.10.2019. — Назва з екрана. — Мова укр.
- Вітенко, В. Тернопільська обласна універсальна наукова бібліотека: віхи історії, розвиток та сьогодення / В. Вітенко // Бібліотеки області: віхи історії та тенденції розвитку: матеріали наук.-практ. конф. (2 груд. 2009 р., м. Тернопіль). — Тернопіль, 2010. — С. 5—18. — Режим доступу: http://library.te.ua/wp-content/uploads/2011/10/pubdir14.pdf [Архівовано 28 жовтня 2019 у Wayback Machine.], вільний. — Дата ост. звернення: 28.10.2019. — Назва з екрана. — Мова укр.
- Вітенко, В. Електронні ресурси публічних бібліотек Тернопільскої області: проблеми створення та використання // Бібліотечний форум України. — 2006. — № 4. — С. 23—26. — (Інтернет-технології в бібліотеках). — Режим доступу: http://library.te.ua/wp-content/uploads/2011/10/pubdir12.pdf [Архівовано 28 жовтня 2019 у Wayback Machine.], вільний. — Дата ост. звернення: 28.10.2019. — Назва з екрана. — Мова укр.
- Вітенко, В. Європейські стратегії розвитку культури: бібліотеки Німеччини // Бібліотечний форум України. — 2005. — № 3. — С. 62—64. — (Досвід зарубіжних країн). — Режим доступу: http://library.te.ua/wp-content/uploads/2011/10/pubdir09.pdf [Архівовано 14 лютого 2019 у Wayback Machine.], вільний. — Дата ост. звернення: 28.10.2019. — Назва з екрана. — Мова укр.
- Вітенко В. Експеримент на Рівненщині: «за» і «проти» // Бібліотечний форум України. — 2005. — № 2. — С. 22—23. — (Бібліотечна мережа). — Режим доступу: http://library.te.ua/wp-content/uploads/2011/10/pubdir08.pdf [Архівовано 15 лютого 2019 у Wayback Machine.], вільний. — Дата ост. звернення: 28.10.2019. — Назва з екрана. — Мова укр.
- Вітенко В. І. Книжкова скарбниця Тернопілля // Бібліотечна орбіта інформаційного суспільства: До 60-річчя заснування Закарпатської обласної універсальної наукової бібліотеки. — Ужгород, 2005. — С. 331—333. — Режим доступу: http://library.te.ua/wp-content/uploads/2011/10/pubdir07.pdf [Архівовано 28 жовтня 2019 у Wayback Machine.], вільний. — Дата ост. звернення: 28.10.2019. — Назва з екрана. — Мова укр.
- Вітенко, В. Бібліотечно-інформаційні ресурси Тернопільщини: тенденції розвитку // Бібліотечна планета. — 2004. — № 2. — С. 19—21. — Режим доступу: http://library.te.ua/wp-content/uploads/2011/10/pubdir05.pdf [Архівовано 28 жовтня 2019 у Wayback Machine.], вільний. — Дата ост. звернення: 28.10.2019. — Назва з екрана. — Мова укр.
- Вітенко В. Книжкова скарбниця Тернопілля: [ТОУНБ] // Бібліотечна планета. — 2004. — № 4. — С. 22—23. — (Бібліотеки-ювіляри). — Режим доступу: http://library.te.ua/wp-content/uploads/2011/10/pubdir06.pdf [Архівовано 28 жовтня 2019 у Wayback Machine.], вільний. — Дата ост. звернення: 28.10.2019. — Назва з екрана. — Мова укр.
- Вітенко, В. І. Доступ до Інтернет-ресурсів у публічних бібліотеках Тернопільщини // Інтернет-центри в публічних бібліотеках: Збірка статей. — Київ, 2003. — С. 34—37. — Режим доступу: http://library.te.ua/wp-content/uploads/2011/10/pubdir04.pdf [Архівовано 28 жовтня 2019 у Wayback Machine.], вільний. — Дата ост. звернення: 28.10.2019. — Назва з екрана. — Мова укр.
- Вітенко, В. І. Технологія створення електронної бібліотеки: підходи та перспективи // Електронні ресурси бібліотек. — Кіровоград, 2003. — С. 69—78. — Режим доступу: http://library.te.ua/wp-content/uploads/2011/10/pubdir03.pdf [Архівовано 14 лютого 2019 у Wayback Machine.] , вільний. — Дата ост. звернення: 28.10.2019. — Назва з екрана. — Мова укр.
- Вітенко, В. Зміна технологічного середовища бібліотеки в умовах комп'ютеризації бібліотечних процесів: [Доповідь на Всеукраїнській науково-практичній конференції «Роль обласної універсальної наукової бібліотеки в інформаційному просторі регіону» у м. Луганську 13-19 жовтня 2002 р.].